# Монтепетра Баса (Форли-Чезена)
Монтепетра Баса (итал. Montepetra Bassa) је насеље у Италији у округу Форли-Чезена, региону Емилија-Ромања.
Према процени из 2011. у насељу је живело 36 становника. Насеље се налази на надморској висини од 197 м.